# Левицький Орест Іванович
Леви́цький О́рест Іва́нович (псевдонім Маяченець; 13 [25] грудня 1848, село Маячка, Кобеляцький повіт, Полтавська губернія, Російська імперія — 9 травня 1922, с. Драбів, Золотоніський повіт, Полтавська губернія, УСРР) — український історик, етнограф, письменник. Підтримував контакти з Науковим товариством імені Шевченка у Львові, дійсним членом якого став у 1910 (1911) р. Був також членом Київської громади, дійсним членом-співробітником Південно-Західного відділу Російського географічного товариства (1876), дійсним членом (1878), членом ради (1885—1902) та заступником голови (1902—1905) Історичного товариства Нестора-літописця, дійсним членом Київського юридичного товариства (відділ звичаєвого права; від 1881 р.) і членом Українського наукового товариства в Києві (1907—1914), почесним членом Полтавської губернської вченої архівної комісії (1906) та Полтавського церковно-історико-археологічного комітету (1906), членом Київського товариства старожитностей і мистецтв; почесний член Братства імені князів Острозьких, академік УАН (з 1918 року). В 1919—1921 та у 1922 роках — Президент Української (Всеукраїнської) академії наук (УАН, ВУАН)

## Життєпис
Народився в родині священика в селі Маячка Полтавської губернії (нині — у Новосанжарському районі Полтавської області). Батько походив з козацько-старшинського роду Носів-Левицьких. В 1857—1859 роках навчався в початковій приватній школі, у 1859—1869 роках — у Полтавському духовному училищі й семінарії

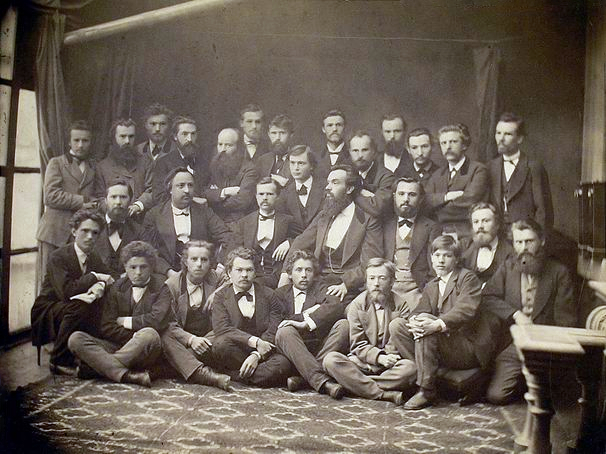
Київська «стара» громада разом зі студентською, 1874 р. Зліва направо: перший ряд: невідомо, Комарецький, невідомий представник студентської громади, Олександр Русів (скарбник), Іродіон Житецький, Волянський, Трохим Біленький, Михайло Левченко;
другий ряд: Микола Лисенко, Павло Чубинський, Іван Нечуй-Левицький, Михайло Старицький, Орест Левицький (делегат студентів при старій громаді), Діаконенко;
третій ряд: Фаворський, Михайло Драгоманів, Петро Косач (?), Білоусів, Микола Ковалевський, Пащенко, Хведір Вовк, Володимир Антонович, Микола Вербицький, Вільям Беренштам, невідомо, невідомо, Павло Житецький, невідомо.

З 1870 року навчався на юридичному, згодом перевівся на історико-філологічний факультет Київського імператорського університету Св. Володимира, учень Володимира Антоновича. Закінчив університет 1874 року, дипломна праця  — «Очерк внутренней истории Малороссии во второй половине XVII века».
З 1874 по 1921 рік обіймав посаду відповідального секретаря Тимчасової комісії з розбору давніх актів у Києві, був її першим історіографом. Водночас працював (до 1906, за іншими джерелами — 1909 року) викладачем російської мови і письменства в 4-й Київській гімназії та викладачем географії в музичному училищі (1876—1877 роки), а також помічником завідувача Центрального архіву в Києві (1879—1887). Співробітник журналу «Кіевская старина».
Працював діловодом управління Київського, Подільського та Волинського генерал-губернатора та від 1913 року був першим секретарем Київського товариства охорони пам'яток старовини та мистецтва.
Після революційних подій 1917 року очолював громадські й державні комісії з питань української правничої термінології. Від 1918 року був членом Комітету для охорони пам'яток історії та мистецтва.
У листопаді 1918 року включений до складу перших фундаторів (академіків) Українській академії наук.
У лютому 1919 року брав участь у роботі зборів міської колегії Київського виконкому, що підготувала перейменування вулиць Києва.
Від грудня 1919 року — в. о. Голови-Президента УАН—ВУАН. Від 1921 року — голова правничого товариства при ВУАН. У березні 1922 року став Президентом ВУАН.
Загалом написав понад 200 наукових праць з правознавства й історії України XVI—XVIII століть. Автор багатьох історичних оповідань, повісті «Ганна Монтовт» на матеріалах актових книг і судових документів Волині та Гетьманщини XVI—XVIII століть, розвідки «Сім'я та побут українців у XVI ст.».
Власний архів, колекцію історичних документів та бібліотеку вчений 1921 року передав до ВУАН. Нині вони зберігаються в Інституті рукопису Національної бібліотеки України ім. В. І. Вернадського (особовий архів вченого загалом містить 162 одиниці зберігання).
Помер у селі Драбів, нині в Драбівському районі Черкаської області; похований у с. Митлашівка поблизу Драбова.

## Нагороди
- Орден Святого Володимира 4-го ступеня (1886).

## Ушанування пам'яті
У Полтаві та Києві існує вулиця Ореста Левицького.
25 грудня 2018 року на державному рівні в Україні відзначається пам'ятна дата — 170 років з дня народження Ореста Левицького (1848—1922), історика, археографа, архівіста, етнографа, літературознавця, письменника, академіка Української академії наук.

## Доробок[11]

### Статті
- Левицький О. Черты семейнаго быта въ Юго-Западной Руси въ XVI—XVII вв. // Архивъ Югозападной Россіи. — Кіевъ, 1909. — Ч. 8, т. 3: Акты о брачномъ праве и семейномъ быте въ Югозападной Руси въ XV—XVII вв.
  - переклад українською: Про шлюб на Русі-Україні в XVI—XVII столітті // Зоря. 1885. № 13 — 18. Інше видання в: На переломі: друга половина XV — перша половина XVI ст. [Архівовано 5 січня 2022 у Wayback Machine.] — К. : Україна, 1994.
- Левицький О. Богданъ Хмельницкій и неблагодарная исторія / Ив. Луговой // Кіевская старина. — Кіевъ, 1888. — Кн. 11. — С. 395—400.

### Праці
- Очерки народной жизни въ Малороссіи во второй половинѣ XVII ст. [Архівовано 7 січня 2022 у Wayback Machine.] / Ор. Левицкий. — Кіевъ, 1902. — 313 с.[12]
  - український переклад: Левицький О. І. По судах Гетьманщини: нариси народного життя Гетьманщини 2-ї половини XVII віку / передм., ред. і пер. М. Горбаня. — Харків: Рух, 1930. — 252 с. [Архівовано 6 січня 2022 у Wayback Machine.]

### Художні твори
- Ганна Монтовт: історичне оповіданнє з життя волинського панства XVI ст. / Орест Левицький // Літературно-науковий вістник. — Київ, 1911. — Т. 53, кн. 2. — С. 250—274; кн. 3. — С. 454—488[13].
- Волинські оповідання. Виданнє Т-ва прихильників укр. літ., науки і штуки; [К.]: Друк. 1-ї Київ. Друк. Спілки], 1914. — 214 с.
- Єзуїтська преподобниця (історичне оповіданнє) // Літературно-науковий вістник. — Київ, 1913. — Т. 64, кн. 11. — С. 195—215; кн. 12. — С. 397—413.
  - передрук: Єзуїтська преподобниця. Вінніпег, Українська Видавнича Спілка в Канаді, 1920-ті.  [Архівовано 5 січня 2022 у Wayback Machine.]